# Tombstone Hill (kulle i Antarktis, lat -64,82, long -63,51)
Tombstone Hill är en kulle i Antarktis. Den ligger i Västantarktis. Argentina, Chile och Storbritannien gör anspråk på området. Toppen på Tombstone Hill är 50 meter över havet.
Terrängen runt Tombstone Hill är kuperad åt nordost, men västerut är den bergig. Havet är nära Tombstone Hill västerut. Trakten är obefolkad. Det finns inga samhällen i närheten. 